# Kerstin Sanders-Dornseif
Kerstin Sanders-Dornseif (* 17. Juni 1943 in Schwerin) ist eine deutsche Synchronsprecherin, Hörspielsprecherin und Theaterschauspielerin.

## Leben
Kerstin Sanders-Dornseif spielte in der DDR in mehreren Fernsehproduktionen mit wie in Blaulicht, Polizeiruf 110 und Unser Mann ist König. 1983 sprach sie im DEFA-Film Olle Henry für Anikó Sáfár die Rolle der Xenia. Mitte der 1980er Jahre siedelte sie mit ihrer Tochter aus der DDR in die Bundesrepublik über, spielte am Theater in den Musicals Cabaret und My Fair Lady.
Sie ist die deutsche Standard-Stimme von Susan Sarandon, Barbara Hershey, Dianne Wiest und Glenn Close. Auch Beverly D’Angelo, Claudia Cardinale, Jane Curtin, Frances Fisher, Patricia Clarkson, Faye Dunaway, Geraldine James, Helen Mirren und Catherine Deneuve lieh und leiht sie ihre Stimme.
Ab 2010 war sie die deutsche Stimme von Evelyn Harper in der Comedyserie Two and a Half Men, nachdem die ursprüngliche Sprecherin Astrid Bless 2009 verstarb. In der siebten Staffel der US-Erfolgsserie Desperate Housewives ist sie die deutsche Stimme von Maxine Rosen, gespielt von Lainie Kazan. In der US-Serie Glee sprach sie den Cheerleader Coach Sue Sylvester (gespielt von Jane Lynch). Im Playstation-2-Spiel Kingdom Hearts und Kingdom Hearts 2 lieh sie der bösen Hexe Malefiz ihre Stimme; ebenso der Kommandantin Meredith in Dragon Age 2. Von 1991 bis 1994 sprach sie die Figur Fran Sinclair in Die Dinos.
Kerstin Sanders-Dornseif ist die Tochter des Schauspielers Peter Dornseif (1907–1972).

## Synchronrollen (Auswahl)
Barbara Hershey
- 1988: Freundinnen als Hillary Whitney Essex
- 1992: Der Reporter als Kay Levitz
- 1993: Falling Down – Ein ganz normaler Tag als Elizabeth „Beth“ Travino
- 2000–2001: Chicago Hope – Endstation Hoffnung (Fernsehserie) als Dr. Francesca Alberghetti
- 2001: Lantana als Dr. Valerie Somers
- 2010: Insidious als Lorraine Lambert
- 2012–2015: Once Upon a Time – Es war einmal … (Fernsehserie) als Cora
- 2021: The Manor als Judith Albright

Dianne Wiest
- 1987: Radio Days als Bea
- 1994: Bullets Over Broadway als Helen Sinclair
- 2001: Ich bin Sam als Annie Cassell
- 2001–2002: Das zehnte Königreich (Miniserie) als Böse Königin
- 2008–2011: In Treatment – Der Therapeut (Fernsehserie) als Dr. Gina Toll
- 2010: Rabbit Hole als Nat
- 2014: The Blacklist als Ruth Kipling / Der Richter
- 2018: The Mule als Mary Stone
- 2021: I Care a Lot als Jennifer Peterson

Faye Dunaway
- 1999: Die Thomas Crown Affäre als Psychiaterin
- 2002: Die Regeln des Spiels als Mrs. Denton

Fiona Shaw
- 1990: Drei Männer und eine kleine Lady als Elspeth Lomax
- 1993: Super Mario Bros. als Lena
- 1997: Der Schlächterjunge als Mrs. Nugent
- 1998: Mit Schirm, Charme und Melone als Vater
- 2022: Andor als Maarva Andor

Geraldine James
- 2008: Mord auf Seite eins (Miniserie) als Yvonne Shaps
- 2010: Alice im Wunderland als Lady Ascot
- 2010: We Want Sex als Connie
- 2011: Verblendung als Cecilia Vanger
- 2015: 45 Years als Lena
- 2016: Alice im Wunderland: Hinter den Spiegeln als Lady Ascot

Glenn Close
- 1997: 101 Dalmatiner als Cruella De Vil
- 2001: 102 Dalmatiner als Cruella De Vil
- 2003: Gefühle, die man sieht – Things You Can Tell als Dr. Elaine Keener
- 2007–2008: The Shield – Gesetz der Gewalt (Fernsehserie) als Captain Monica Rawling
- 2008–2013: Damages – Im Netz der Macht (Fernsehserie) als Patty Hewes
- 2014: Guardians of the Galaxy als Nova Prime
- 2017: Die Frau des Nobelpreisträgers als Joan Castleman
- 2022: The Woman in the House Across the Street from the Girl in the Window als Frau auf Platz 2A
- 2023: Heart of Stone als Nancy Morrison / King of Diamonds
- 2024: The Deliverance als Alberta Leecan
- 2024: Brothers als Cath Murgan
- 2025: Back in Action als Virginia Curtis

Susan Sarandon
- 1991: Thelma & Louise als Louise Elizabeth Sawyer
- 1994: Safe Passage als Margaret „Mag“ Singer
- 1995: Dead Man Walking – Sein letzter Gang als Schwester Helen Prejean
- 1998: Im Zwielicht als Catherine Ames
- 1999: Überall, nur nicht hier als Adele August
- 2002: Groupies Forever als Lavinia Kingsley
- 2003: Gefangen im ewigen Eis – Die Geschichte der Dr. Jerri Nielsen als Dr. Jerri Nielsen
- 2003: Children of Dune (Miniserie) als Prinzessin Wensicia Corrino
- 2004: Darf ich bitten? als Beverly Clark
- 2005: Elizabethtown als Hollie Baylor
- 2006: Unwiderstehlich als Sophie
- 2007: Mr. Woodcock als Beverly Farley
- 2009: Solitary Man als Nancy Kalmen
- 2010: Ein Leben für den Tod als Janet Good
- 2010: Wall Street: Geld schläft nicht als Jakes Mutter
- 2012: Romance & Cigarettes als Kitty Kane
- 2012: Cloud Atlas als Äbtistin
- 2013: Bernard and Doris als Doris Duke
- 2014: Tammy – Voll abgefahren als Pearl
- 2017: Bad Moms 2 als Carlas Mutter
- 2019: Feud als Bette Davis
- 2021: Jolt als Frau ohne Namen
- 2023: Blue Beetle als Victoria Kord
- 2024: The Six Triple Eight als Eleanor Roosevelt

Julie Andrews
- 2010: Ich – Einfach unverbesserlich als Grus Mutter
- 2017: Ich – Einfach unverbesserlich 3 als Grus Mutter
- 2018: Aquaman als Karathen
- 2022: The King’s Daughter als Erzählerin
- 2022: Minions – Auf der Suche nach dem Mini-Boss als Grus Mutter

Helen Mirren
- 1996: Abschied von Chase als Chase Phillips
- 2005: Elizabeth I als Königin Elizabeth I.
- 2013: Die Monster Uni als Dekanin Hardscrabble
- 2015: Die Frau in Gold als Maria Altmann
- 2019: Anna als Olga
- 2023: Fast & Furious 10 als Magdalene ‘Queenie’ Ellmanson-Shaw
- 2023: 1923 als  Cara Dutton
- 2024: Golda als Golda Meir

### Filme
- 1972: Liebe – Nevena Kokanova als Irina
- 1974: Die blinde schwertschwingende Frau – Chizuko Arai als Obun
- 1975: Liebe am Ende der Welt – Egle Martin als Mecha
- 1977: Goodbye und Amen – Claudia Cardinale als Aliki De Mauro
- 1980: Der weite Ritt der gelben Rose – Marga Barbu als Agata Slatineanu
- 1984: Mike’s Murder – Brooke Alderson als Patty
- 1985: Hollywood in Bombay – Nadira als Anjana Devi
- 1986: Die unglaubliche Entführung der verrückten Mrs. Stone – Anita Morris als Carol Dodsworth
- 1987: Träume der Liebe – Kate Capshaw als Brunetta
- 1988: Verschwörung der Frauen – Juliet Stevenson als Cissie Colpitts 2
- 1989: Das Leben und nichts anderes – Sabine Azéma als Irene
- 1990: Frühstück bei ihr – Kathy Bates als Rosemary
- 1990: Wild at Heart – Die Geschichte von Sailor und Lula – Diane Ladd als Marietta Fortune
- 1991: Mayrig – Heimat in der Fremde – Claudia Cardinale als Araxi (Mayrig)
- 1992: Man Trouble – Auf den Hund gekommen – Beverly D’Angelo als Andy Ellerman
- 1993: Ein Cop und ein Halber – Holland Taylor als Captain Rubio
- 1994: Neun Monate – Catherine Jacob als Dominique
- 1995: Casper – Cathy Moriarty als Carrigan Crittenden
- 1997: Wild America – Frances Fisher als Agnes „Mom“ Stouffer
- 1997: The Jackal – Diane Venora als Major Valentina Koslova
- 1998: Verliebt in Sally – Catherine O’Hara als Beatrice Lever
- 1998: Verrückt nach Mary – Lin Shaye als Magda
- 1998: Auf der Jagd – Kate Nelligan als United States Marshal Catherine Walsh
- 1999: Eine für Alle – Anouk Aimée als Frau Schaefer
- 2000: Ist sie nicht großartig? – Stockard Channing als Florence Maybelle
- 2001: Tanguy – Der Nesthocker – Sabine Azéma als Edith Guetz
- 2001: Harry Potter und der Stein der Weisen – Zoë Wanamaker als Madame Hooch
- 2002: Vier Witwen und ein Gemälde – Mercedes Ruehl als Dolly Rawlins
- 2003: 101 Dalmatiner Teil 2 – Auf kleinen Pfoten zum großen Star! – Susan Blakeslee als Cruella de Vil
- 2003: Mona Lisas Lächeln – Juliet Stevenson als Amanda Armstrong
- 2004: The Quest – Jagd nach dem Speer des Schicksals – Jane Curtin als Charlene
- 2006: The Quest – Das Geheimnis der Königskammer – Jane Curtin als Charlene
- 2007: Gone Baby Gone – Kein Kinderspiel – Amy Madigan als Beatrice „Bea“ McCready
- 2008: The Quest – Der Fluch des Judaskelch – Jane Curtin als Charlene
- 2008: Sex and the City – Der Film – Joanna Gleason als Therapeutin
- 2009: Wo die wilden Kerle wohnen – Catherine O’Hara als Judith
- 2010: Tierisch Cool – Ein Hund in New York – Jen Kober als Muriel Ledger
- 2012: Hotel Transsilvanien – Fran Drescher als Eunice
- 2013: A Dog Year – Lois Smith als Lois Blair
- 2014: Für immer dein – Geneviève Bujold als Irene Morrison
- 2015: Hotel Transsilvanien 2 – Fran Drescher als Eunice
- 2016: Meine Zeit mit Cézanne – Sabine Azéma als Elisabeth Cézanne
- 2016: Trolls – Christine Baranski als Chef
- 2016: Ein ganzes halbes Jahr – Joanna Lumley als Mary Rawlinson
- 2018: Hotel Transsilvanien 3: Ein Monster Urlaub – Fran Drescher als Eunince
- 2018: Mogli: Legende des Dschungels – Cate Blanchett als Kaa
- 2019: A Rainy Day in New York – Cherry Jones als Mrs Welles
- 2020: Verrückt nach Figaro – Joanna Lumley als Meghan Geoffrey-Bishop
- 2021: The Last Duel – Harriet Walter als Nicole de Carrouges
- 2021: Being the Ricardos – Linda Levin als Madelyn Pugh (älter)
- 2022: Hotel Transsilvanien – Eine Monster Verwandlung – Fran Drescher als Eunice
- 2022: Glass Onion: A Knives Out Mystery – Jackie Hoffman als Ma

### Serien
- 1985: Trio mit vier Fäusten – Tricia O’Neil als Tawny Clark
- 1989: Vegas – Anne Francis als Lillian Ross
- 1990: Vegas – Sybil Danning als Eva Swenson
- 1990: Hart aber herzlich – Martine Beswick als Ruby Braff
- 1993: Wild Palms – Angie Dickinson als Josie Ito
- 1997–1998: Friends – Teri Garr als Phoebe Sr.
- 2002: Stephen Kings Haus der Verdammnis – Judith Ivey als Cathy Kramer
- 2004–2008: Waking the Dead – Im Auftrag der Toten – Sue Johnston als Dr. Grace Foley
- 2005–2006: 24 – Alberta Watson als Erin Driscoll
- 2007: Ghost Whisperer – Stimmen aus dem Jenseits – Cindy Pickett als Marybeth
- 2007: Desperate Housewives – Dixie Carter als Gloria Hodge
- 2007–2011: Ugly Betty – Judith Light als Claire Meade
- 2008–2010: Grey’s Anatomy – Amy Madigan als Dr. Wyatt
- 2009–2013: Gossip Girl – Caroline Lagerfelt als Celia „CeCe“ Rhodes
- 2010–2015: Two and a Half Men – Holland Taylor als Evelyn Harper (2. Stimme)
- 2011: V – Die Besucher – Jane Badler als Diana
- 2011–2018: Glee – Jane Lynch als Sue Sylvester
- 2012: Camelot – Sinéad Cusack als Sybil
- 2012–2015: Unforgettable – Jane Curtin als Joanne Webster
- 2012–2016: Mike & Molly – Rondi Reed als Peggy Biggs
- 2013–2014: Mia and me – Abenteuer in Centopia – als Königin Panthea
- 2013–2018: Sofia die Erste – Auf einmal Prinzessin – Tress MacNeille als Sonnenschein
- 2013–2019: Scandal – Kate Burton als Vizepräsidentin Sally Langston
- 2014: Oz – Hölle hinter Gittern – Rita Moreno als Schwester Peter Marie Reimondo
- 2014–2015: Broadchurch – Carolyn Pickles als Maggie Radcliffe
- 2015: Downton Abbey – Patricia Hodge als Mrs. Pelham
- seit 2019: Familienanhang – Telma Hopkins als Maybelle
- 2019/20: The Politician – Jackie Hoffmann als Sherry Dougal
- 2021: Halston – Kelly Bishop als Elanor Lambert
- 2021–2024: Young Sheldon – Wendie Malick als Präsidentin Linda Hagemeyer
- 2023: Star Wars: The Bad Batch – Jameelah McMillan als Senatorin Halle Burtoni
- 2023: Poker Face – Rhea Perlman als Beatrix Hasp
- 2023: What If…? – Julianne Grossman als Nova Prime/Irani Roel

## Hörspiele (Auswahl)
- 2009: Lady Bedfort Folge 23: Lady Bedfort und das Erbe der Greedlands. Hörplanet, als Sheryl Peterson
- 2009: Lady Bedfort Folge 25: Lady Bedfort und die Trauer der Zigeuner. Hörplanet, als Ruth Graham
- 2016: Trolls – Das Original-Hörspiel zum Kinofilm. (= Edel : Kids).
- 2019: Ich – Einfach unverbesserlich. Das Original-Hörspiel zum Kinofilm. Universal Music Family Entertainment/Audible
- 2020: Kai Meyer: Sieben Siegel (Audible-Hörspielserie) als Hexe Sophia